# Captain-Lieutenant
Captain-Lieutenant ist eine Funktionsbezeichnung und ein historischer militärischer Offiziersdienstgrad in der Britischen Armee, der bis 1772 bestand.
Ursprünglich führten im Rahmen der Kompaniewirtschaft eines Regiments die drei Stabsoffiziere des Regiments (Colonel, Lieutenant-Colonel und Major) im Feld jeweils eine eigene Kompanie, während die übrigen Kompanien jeweils von einem Captain geführt wurden. Diese Stabsoffiziere übernahmen als Kompanieführer in ihren Kompanien insofern selbst die Funktion des Captain. Ab dem 17. Jahrhundert entwickelte sich die Funktion des Colonels als Regimentschef (Colonel of the Regiment) jedoch zunehmend zu einem Patron und zeremoniellen Oberhaupt und nicht mehr zum eigentlichen taktischen Befehlshaber. Das Oberkommando im Feld ging auf den Lieutenant-Colonel über. Die nun vakante Funktion des Captain der Kompanie des Colonels wurde vom Lieutenant dieser Kompanie übernommen, der dadurch kommissarisch die Funktion eines Captain ausführte. Dieser Besonderheit wurde Rechnung getragen, indem ein entsprechender Dienstgrad des Captain-Lieutenant ins System des Kaufs von Offizierspatenten eingefügt wurde. Der Captain-Lieutenant rangierte vor dem Lieutenant, aber nach dem Captain.
Am 26. Mai 1772 schaffte König Georg III. den Dienstgrad des Captain-Lieutenant ab, beförderte alle bestehenden Captain-Lieutenants der Feldregimenter der Britischen Armee zu Captains und verfügte, dass Lieutenants, die zukünftig diese Funktion übernehmen werden, den Dienstgrad und Rang eines Captain erhalten sollen. Garderegimenter waren hiervon nicht betroffen, da bei diesen die Besonderheit bestand, dass die Inhaber der Funktion eines Lieutenants in Garderegimentern in der übrigen Britischen Armee ohnehin den Rang eines Captain innehatten. Ab 1803 wurde das Phänomen, dass der Colonel eine eigene Kompanie erhielt, und dass in dessen Abwesenheit die Funktion des Captain-Lieutenant benötigt wurde, nach und nach bei fast allen Regimentern abgeschafft – die Kompanien erhielten nun unmittelbar einen eigenen Captain. Beim Garderegiment der Grenadier Guards besteht bis heute eine Kompanie, bei der der jeweilige Monarch, zur Zeit König Charles III. als Colonel-in-Chief des Regiments nominal eine eigene Kompanie, die sogenannte „King’s Company“, anführt. In dieser Funktion wird er von einem „Captain-Lieutenant“ (im Rang eines Major) vertreten.
Der Dienstrang entsprach in etwa dem im deutschen Sprachraum verbreiteten Dienstgrad eines Stabskapitäns oder Stabshauptmanns (auch Kapitän/Hauptmann zweiter Klasse) und ist nicht mit dem Dienstgrad eines Kapitänleutnants der Marine zu verwechseln.